# Visual kei
Visual kei (Japans: ヴィジュアル系, vijuaru kei) is een muzikale subcultuur uit Japan gekarakteriseerd door excentrieke, flamboyante en vaak androgyne uiterlijke kenmerken met veel make-up, kleurrijke kapsels en modieuze uitdossing. Visual kei ontstond begin jaren tachtig. Muziekbands die ertoe behoren, spelen hoofdzakelijk verschillende soorten rock- en metalmuziek.

## Geschiedenis
De uiterlijke verschijningsvorm van visual kei vindt zijn oorsprong in stijlen als new romantic, batcave en glamrockacts als die van David Bowie en Kiss.
De eerste bands in het genre waren de metalformaties X Japan en Dead End. X Japan was vanaf 1982 actief, maar brak pas door in 1989. Samen met de doorbraak van X Japan werd visual kei in Japan een bekender fenomeen. Dead End was tevens in die periode erg populair.
Buiten Japan bleef visual kei lang onbekend. Daar kwam halverwege het jaar 2000 verandering in toen de Japanse popcultuur zich over de wereld verspreidde mede door de toenemende populariteit van anime, de Japanse animatiefilmstijl. Tegenwoordig is visual kei ook een verschijnsel buiten Japan.

## Kenmerken
De muziek onderscheidt zich van andere stromingen, maar is vaak rock-georiënteerd. De benaming valt of staat bij het uiterlijk van de bands. Het genre kent zowel qua muziek als qua verschijning wel invloeden van uiteenlopende andere muzikale stromingen, waaronder glam, cyberpunk en gothic, maar ook new romantic, batcave, metal en pop.

## Bands
Bands met een artikel op Wikipedia zijn:
- Alice Nine
- Antic Cafe
- Dead End
- Dir En Grey
- Luna Sea
- Plastic Tree
- Sug
- X Japan
- Versailles